# Lučac-Manuš
Lučac-Manuš je splitski gradski kotar.